# Maison Joseph-Courchesne
La maison Joseph-Courchesne est une maison rurale située sur le rang de la Grande-Terre à Saint-François-du-Lac au Québec (Canada). Cette maison de style néoclassique a été construite par le patriote Joseph Courchesne vers 1812. Selon une légende, elle aurait servi de refuge à des patriotes lors de la rébellions de 1837 et de 1838. Elle a été classée patrimoine culturel du Québec en 1968.